# Machinarium
Machinarium är ett pusseldatorspel, släppt 16 oktober 2009 för Mac, Windows och Linux. Demoversioner för Mac och Windows släpptes 30 september samma år. Spelet är utvecklat av den tjeckiska speldesigngruppen Amanita Design, som tidigare gjort bland annat Samorost 1 och 2. Finansieringen av utvecklingen skedde till stor del ur utvecklarnas egna fickor och tog tre år. Marknadsföringsbudgeten för spelet var endast $1 000.
Machinarium utspelar sig i en robotvärld. Spelet styrs nästan helt med musen, och baseras på att man med sin karaktär löser olika typer av pussel och minispel. Det utmärker sig bland annat genom bristen på dialog, såväl skriven som talad. Den funktionen fylls av animerade pratbubblor, som i bild uttrycker vissa händelser och önskningar.
Machinarium vann priset "Excellence in Visual Art" i tolfte årsomgången av Independent Games Festival.
Spelet saknar kopieringsskydd (Digital Rights Management). Enligt utvecklarna var antalet betalande spelare mellan 5 och 15 procent. Som publicitetsjippo infördes därför en "piratamnesti" mellan den 5 och 16 augusti 2010, där spelet såldes till rabatterat pris. Rabatten gällde oavsett om köparen tidigare hade piratkopierat spelet.